# George Percy
George Percy (4 septembre 1580 - 1632) est un explorateur anglais, auteur et premier gouverneur colonial de Virginie.

## Jeunesse
George Percy est né en Angleterre, le plus jeune fils de Henry Percy, 8e comte de Northumberland et de Lady Catherine Neville. Il est maladif pendant une grande partie de sa vie, souffrant peut-être d'épilepsie ou d'asthme sévère. Il est diplômé de l'Université d'Oxford en 1597. Pendant ses études universitaires, il est admis au Gloucester Hall et au Middle Temple.
La vocation de Percy est l'armée et il participe à la lutte néerlandaise pour l' indépendance contre l'Espagne au début des années 1600. Il sert également en Irlande.

## La vie en Virginie
Percy fait partie du premier groupe de 105 colons anglais à s'installer dans la colonie de Jamestown. Il quitte l'Angleterre en décembre 1606 et tient un journal de son voyage. Il arrive en Virginie en avril 1607 et enregistre les luttes des colons pour faire face à l'environnement américain, à la maladie et aux Amérindiens Powhatan. « Ainsi nous avons vécu l'espace de cinq mois dans cette misérable détresse », écrit-il dans son journal, « n'ayant en aucune occasion cinq hommes capables de tenir nos remparts ».
Bien que Percy ait un rang social plus élevé que tous les autres premiers colons, il se voit d'abord refuser un siège au Conseil de Virginie. Néanmoins, il prend la tête des débuts de la colonie, participant à l'expédition aux chutes de la rivière James en mai et juin 1607. À l'automne 1607, il se range du côté du président de la colonie, Edward Maria Wingfield, qui est par la suite déposé par John Ratcliffe, Gabriel Archer et le capitaine John Smith. De la fin de 1607 à l'automne 1609, Percy a peu de pouvoir à Jamestown mais est le subordonné de Smith.
Lorsque Smith quitte la colonie en septembre 1609, Percy prend la présidence de la colonie. Cependant, sa maladie persistante l'empêche d'exercer ses fonctions, laissant les fonctions de la présidence à Ratcliffe, Archer et John Martin. C'est pendant le mandat de Percy que la colonie souffre du " Starving Time " de l'hiver 1609–10. « Maintenant, à James Town, nous commençons tous à ressentir cette piqûre aiguë de la faim, que personne ne décrit vraiment sauf celui qui en a goûté l'amertume », raconta-t-il plus tard. Percy n'accomplit que peu de choses pendant qu'il est président, hormis ordonner la construction du fort Algernon à Old Point Comfort. Lorsque Thomas Gates arrive en mai 1610, Percy lui laisse le contrôle de la colonie.
En juin 1610, Thomas West, 3e baron De La Warr arrive à Jamestown et avec une commission de gouverneur de la colonie. De la Warr nomme Percy au conseil et le nomme capitaine du fort de Jamestown. En août 1610, De la Warre envoie Percy et soixante-dix hommes attaquer les tribus Paspahegh et Chickahominy. La force ravage les colonies tribales, incendiant leurs bâtiments, décimant leurs récoltes et tuant sans discrimination hommes, femmes et enfants. Percy dirige également avec succès la défense du fort de Jamestown contre une attaque amérindienne et reçoit les éloges de De La Warr. Lorsque le gouverneur revient en Angleterre en mars 1611, il nomme Percy à la tête de la colonie en son absence. Le mandat de Percy en tant que gouverneur dure jusqu'au 22 avril 1612, date à laquelle il part pour l'Angleterre.

## Après la Virginie
Après son service en tant que gouverneur de la colonie de Virginie, Percy retourne en Angleterre mais reste intéressé par les projets de colonisation. En 1615, il propose une expédition en Guyane mais ne trouve pas de soutiens. En 1620, il vend ses quatre parts de la Virginia Company et reprend le service militaire. Percy retourne aux Pays-Bas en 1621 lorsque la guerre entre l'Espagne et les Néerlandais reprend. Il est le commandant d'une compagnie aux Pays-Bas en 1627. Il meurt en 1632.

## Mariage
George Percy épouse Anne Floyd.
Le couple a une fille, Anne Percy, qui épouse le gouverneur John West.

## Sources
- Jeffrey D. Groves, "George Percy", dans American National Biography, éd. John A. Garraty et Mark C. Carnes (New York : Oxford University Press, 1999), 17 : 318–19.
- John W. Shirley, «George Percy à Jamestown, 1607–1612», Virginia Magazine of History and Biography 57 (1949): 227–43.
- Philip L. Barbour, "L'honorable George Percy, premier chroniqueur du premier voyage en Virginie", Early American Literature 6 (1971): 7–17.